# メインページ (モバイル版)
ウィキペディアはオープンコンテントの百科事典です。方針に賛同していただけるなら、誰でも記事を編集したり新しく作成したりできます。ガイドブックを読んでから、サンドボックスで練習してみましょう。質問は利用案内でどうぞ。

現在、ウィキペディア日本語版には約 1,455,455 本の記事があります。
姫路城は、兵庫県姫路市（播磨国飾東郡姫路）にある城。別名・白鷺城。
現在の姫路市街の北側にある姫山および鷺山を中心に築かれた平山城で、日本における近世城郭の代表的な遺構である。江戸時代以前に建設された天守が残っている現存12天守の一つで、ほぼ中堀以内の城域が特別史跡に、現存建築物の内、大天守・小天守・渡櫓等8棟が国宝に、74棟の各種建造物（櫓・渡櫓27棟、門15棟、塀32棟）が重要文化財に、それぞれ指定されている。1993年（平成5年）にはユネスコの世界遺産（文化遺産）に登録された。この他、「国宝五城」や「三名城」、「三大平山城・三大連立式平山城」の一つにも数えられている。……
- 旧小松川閘門は、東京都江戸川区小松川でかつて供用されていた閘門である。荒川と旧中川の合流地点に位置している。2018年に江戸川区内では初となる、また閘門としては唯一の東京都選定歴史的建造物として選定された。荒川と中川の両放水路開削の完了に伴い、……
- 小松川千本桜は、東京都江戸川区小松川の荒川沿いに並ぶ約2kmに渡る桜並木である。荒川のスーパー堤防整備に合わせて、南北約2キロに渡り1000本余りの桜が植栽。春には「小松川千本桜まつり」が開催される。区が植栽を進め2003年に完成。ソメイヨシノ、オオシマザクラ、ヤマザクラ等30種類の桜が咲き、……
- 朝鮮総督府庁舎は、日本統治時代の朝鮮において、大日本帝国の植民統治を施行した最高行政官庁である朝鮮総督府が使用した建物の総称。1910年から1945年までに各種の建物が建てられた。本項目では、朝鮮総督府と関連機関の管理のために建てられた住宅である朝鮮総督府官舎についても記述する。……
- 『くにのあゆみ』は、連合国軍占領下の日本において、文部省によって1946年に上下2巻が発行された国民学校用の国史教科書であり、国定教科書制の下での最後の歴史教科書のひとつであるとともに、戦後に作成、使用された最初の歴史教科書のひとつである。それまでの記紀神話に基づく記述から始まる内容に代え、……

- ギュンター・グラス（1927年10月16日 - 2015年4月13日）は、ドイツの小説家、劇作家、版画家、彫刻家。代表作に『ブリキの太鼓』『ひらめ』『女ねずみ』『はてしなき荒野』などがある。1999年、「遊戯と風刺に満ちた寓話的な作品によって、歴史の忘れられた側面を描き出した」ことによりノーベル文学賞を受賞した。……
- テナガカミキリは、カミキリムシ科に属する甲虫の一種。Acrocinus 属は本種のみが分類される単型である。頭胴長は4.3-7.5cmと大型で、加えて、黒、橙赤色、緑がかった黄色の複雑な模様を持つ。またカミキリムシの中で最も長い前脚を持つ種類とされており、特に雄の前脚は体長よりも長い。……
- ミカエル8世パレオロゴス（1224年 - 1282年12月11日）は、東ローマ皇帝（1261年 - 1282年）およびニカイア帝国の共同皇帝（1259年 - 1261年）。ミカエル8世が開いたパレオロゴス朝は、1453年のコンスタンティノープルの陥落まで東ローマ帝国を支配することになる。……

- 春分・春分の日
- 国際幸福デー
- 治承・寿永の乱：一ノ谷の戦い（1184年 - 寿永3年/治承8年2月7日）
- オランダ東インド会社が発足（1602年）
- 赤穂事件：赤穂浪士が切腹（1703年 - 元禄16年2月4日）
- エルバ島を脱出したナポレオン・ボナパルトがパリに帰着。百日天下が始まる（1815年）
- 工業所有権の保護に関するパリ条約締結（1883年）
- 上野恩賜公園で東京大正博覧会開幕（1914年）
- 中山艦事件（1926年）
- 日本生活協同組合連合会設立（1951年）
- チュニジア独立（1956年）
- 地下鉄サリン事件（1995年）

- 春
- 黄砂
- 野焼き
- 菜の花
- 土筆
- 石垣島海開き
- 彼岸
- ぼたもち
- 牡丹
- 沈丁花
- プロ野球開幕
  - 詳細
- 大相撲春場所
  - 詳細